# E. S. Rose Park
Le E. S. Rose Park est un stade omnisports (principalement utilisé pour le soccer et le baseball) américain situé à Nashville, dans le Tennessee.
Le stade sert d'enceinte à domicile pour l'équipe universitaire de l'Université Belmont des Bruins de Belmont (pour le soccer masculin et féminin, le baseball, l'athlétisme et le softball), ainsi que pour l'équipe de la magnet school de la Hume-Fogg Academic.

## Histoire
L'équipe universitaire des Belmont Bruins (pour le soccer) joue ses matchs à domicile au stade, à la suite de la fermeture de l'ancien Whitten Soccer Complex.
Entre 2010 et 2011, le stade est rénové pour une somme de 8 millions $.
Les équipes locales de baseball, softball, et de soccer utilisent également le terrain pour leurs matchs à domicile.
Les Metros de Nashville ont utilisé le stade comme enceinte à domicile de leur fondation en 1989 jusqu'à leur dissolution en 2012.